# NGC 640
NGC 640 је спирална галаксија у сазвежђу Кит која се налази на NGC листи објеката дубоког неба.
Деклинација објекта је - 9° 24' 4" а ректасцензија 1h 39m 24,9s. Привидна величина (магнитуда) објекта NGC 640 износи 15,0 а фотографска магнитуда 15,9. NGC 640 је још познат и под ознакама MCG -2-5-31, PGC 6130.